# Калаянов Дмитро Петрович
Дмитро́ Петро́вич Калая́нов (1952 р.н., Одеська область) — український науковець, доктор юридичних наук, професор, професор кафедри адміністративної діяльності поліції Одеського державного університету внутрішніх справ.

## Життєпис
Народився у 1952 році в Одеській області.

## Здобуття вищої освіти
У 1977 році закінчив Одеський технологічний інститут холодильної промисловості.
У 1983 році закінчив Одеський державний університет ім. І. І. Мечникова.

## Науково-педагогічна робота
У 1998 році захистив дисертацію на здобуття наукового ступеня кандидата юридичних наук в Одеській державній юридичній академії за спеціальністю 12.00.07 на тему «Адміністративні проступки, підвідомчі міліції, та їх профілактика».
У 2010 році захистив дисертацію на здобуття наукового ступеня доктора юридичних наук у Київському національному університеті ім. Т. Г. Шевченка за спеціальністю 12.00.07 на тему «Поліція країн ЄС та використання її досвіду в адміністративній діяльності ОВС України: теорія і практика».

### Основні напрями наукового пошуку
Проблеми поліцейської діяльності, проблеми захисту та дотримання прав людини в правоохоронній діяльності, партнерство поліції зіншими органами публічної адміністрації та суспільством, вивчення досвіду поліції країн ЄС.

### Вибрані наукові праці
- Організація профілактики адміністративної деліктності. Адміністративна деліктологія: навчальний посібник, 1997.
- Адміністративно-юрисдикційна діяльність органів внутрішніх справ України: навчальний посібник, 1998.
- Поліцейська діяльність демократичних держав та застосування її досвіду в організації роботи ОВС України: монографія, 2007.
- Адміністративне право України (Загальна частина): курс лекцій, 2007.
- Основи управління в ОВС: навчальний посібник, 2007.
- Основи управління в органах внутрішніх справ України: курс лекцій, 2007.
- Адміністративні проступки, підвідомчі міліції: кваліфікація, доказування, особливості провадження: навчальний посібник, 2008 (надано гриф МОН).
- Адміністративна діяльність: навчальний посібник, 2009.
- Адміністративна діяльність органів внутрішніх справ: підручник, 2010. 1
- Адміністративна (поліцейська) діяльність ОВС. Особлива частина: підручник, 2011 (надано гриф МОН).
- Адміністративна (поліцейська) діяльність ОВС. Спеціальна частина: підручник, 2011 (надано гриф МОН).
- Адміністративні проступки, підвідомчі міліції: кваліфікація, доказування, особливості провадження: навчальний посібник, 2011 (надано гриф МОН).
- Організація діяльності міліції громадської безпеки: навчальний посібник, 2012.
- Судова, правоохоронна та правозахисна системи України: підручник, 2012.
- Науково-практичний коментар Кодексу України про адміністративні правопорушення, 2016.
- Науково-практичний коментар Митного кодексу України, 2018.
- Проблеми сучасної конституціоналістики: навчальний посібник, 2018.
- Адміністративно-правова реформа в Україні: навчальний посібник, 2018.
- Закон України «Про національну поліцію»: науково-практичний коментар, 2020.

Засновник наукової школи «Використання досвіду поліції країн ЄС у правоохоронній системі України» в Одеському державному університеті внутрішніх справ.
Член Української академії наук з 2004 року, член Союзу вчених Республіки Болгарії, член спілки «Союз юристів України», член спеціалізованих вчених рад в Одеському державному університеті внутрішніх справ, 2003—2021 рр.
Відповідно до розпорядження Кабінету Міністрів України від 29 вересня 2023 року № 858-р «Про призначення стипендій Кабінету Міністрів України за видатні заслуги у сфері вищої освіти» Калаянову Дмитру Петровичу призначено довічну стипендію КМУ як кращьому науково-педагогічному працівнику.